# 오하이오 밸리 레슬링
오하이오 밸리 레슬링(Ohio Valley Wrestling, OVW)은 미국의 프로레슬링 단체이다. OVW는 RoH의 제휴단체이기도하다. 한때 NWA의 산하단체였으며 2008년 7월까지 WWE, 2013년 6월까지 TNA의 제휴단체였으며 현재는 RoH와 제휴관계를 맺고 있다.

## OVW 챔피언 현황

### 현재의 챔피언
| OVW 헤비웨이트 챔피언    | 루디 스위치블레이드                                  | 2011년 11월 2일  | 닉 딘스모어                     |
| OVW 텔레비전 챔피언      | 크리스토퍼 실비오                                    | 2011년 12월 21일 | 테드 맥넬러                     |
| OVW 싸우던 태그팀 챔피언 | 더 마스카그니 패밀리 (마르크스 안쏘니 & 제시 고데즈) | 2012년 1월 11일  | OMG (실로 존즈 & 쟈니 스페이드) |
| OVW 위민스 챔피언        | 타엘러 헨드릭스                                      | 2011년 11월 12일 | 레이디 조 조                    |

### 폐지된 챔피언
| OVW 라이트 헤비웨이트 챔피언 | 크리스 마이클스 | 2000년 4월 12일 | 션 카세이       |
| OVW 하드코어 챔피언          | 랜디 오턴       | 2001년 5월 5일  | 플래쉬 플라나건 |

## 슈퍼스타

### 남성 레슬러
- 아담 리볼버
- 알렉스 실바
- 벤자민 브레이
- 크리스토퍼 볼린
- 크리스토퍼 실비오 (현 사우던 태그팀 챔피언)
- 클리프 콤프톤
- 드레 블리츠
- 엘비스
- 플래쉬 플라나건
- 제임스 토마스
- 제민 올리벤시아
- 짐보 오노
- 맷 바렐라
- 미치 존슨
- 무하마드 알리 발레즈
- 모리스 그린
- 닉 딘스모어 (트레이너)
- 알 스노우 (트레이너)
- 립 로저스 (트레이너)
- 패러다이스
- 라파엘 콘스탄틴 (현 사우던 태그팀 챔피언)
- 랜디 테레즈
- 라울 라모타
- 루디 스위치블레이드 (현 텔레비전 챔피언)
- 라이언 네메쓰
- 테드 맥넬러
- 대니 데이비스 (오하이오 밸리 레슬링 오너)
- 빌 클락 (심판)
- 브리트니 디보어 (링 아나운서)
- 크리스 샤프 (심판)
- 딘 힐 (해설자)
- 짐 코넷 (각본진, 해설자)
- 조 휠러 (심판)
- 캐니 볼린 (해설자)
- 론 헤드 (링 아나운서)

### 여성 레슬러(디바)
- 레이디 조 조 (현 위민스 챔피언)
- C.J. 레인
- 에피파니 존스
- 타린 셰이

## 같이 보기
- 링 오브 오너